# Aerokurier
Aerokurier é uma revista publicada mensalmente na Alemanha fundada em 1957, que fala sobre aviação civil internacional.